# جورجی چانتوریا
جورجی چانتوریا (گرجی: გიორგი ჭანტურია؛ زادهٔ ۱۱ آوریل ۱۹۹۳) بازیکن فوتبال اهل گرجستان است که به عنوان یک وینگر راست بازی می‌کند.

## زندگی حرفه‌ای
چانتوریا فوتبال را در سابورتالو تفلیس آغاز کرد و در ژوئن ۲۰۰۹ به بارسلونا قرض داد.